# Rendez-vous hier
Pour plus de détails, voir Fiche technique et Distribution.
Rendez-vous hier (Meet Cute) est une comédie romantique américaine réalisée par Alex Lehmann, sortie le 21 septembre 2022 sur la plateforme Peacock.

## Distribution
- Kaley Cuoco (VF : Laura Préjean): Sheila
- Pete Davidson (VF : Romain Altché): Gary
  - Wesley Holloway : Gary enfant
  - Andrew Stevens Purdy : Gary ado
- Deborah S. Craig (VF : Aurélie Konaté): June
- Sierra Fisk : Sandra
- Rock Kohli : Amit

## Production

### Tournage
Le tournage commence en août 2021 à New York et se termine le 27 août 2021.